# 62-й Нью-Йоркский пехотный полк
62-й Нью-Йоркский пехотный полк (62th New York Volunteer Infantry Regiment), известный также как «Anderson Zouaves» — представлял собой один из пехотных полков армии Союза во время Гражданской войны в США. Полк был сформирован осенью 1861 года и прошёл все сражения Потомакской армии на Востоке от сражения при Йорктауне до сражения при Аппоматтоксе. Трое его военнослужащих получили впоследствии Медаль Почёта.

## Формирование
Полк был сформирован в июне 1861 года в основном из жителей Нью-Йорка. Несколько рядовых было набрано в Бруклине, Трой, Олбани и Салтерсвилле. Одна из рот была полностью набрана из французских эмигрантов под командованием капитана Ла Фата. Полк получил прозвище «Anderson Zouaves» в честь майора Роберта Андерсона. Его солдаты носили форму зуавов. Первым командиром полка стал полковник Джон Лафайет Рикер. 21 августа 1861 года полк был отправлен в Вашингтон, а в октябре включён в Потомакскую армию, в бригаду Джона Пека. 19 октября он официально стал «62-м Нью-Йоркским полком». 25 октября капитан Дэвид Нэвин стал подполковником этого полка.

## Боевой путь

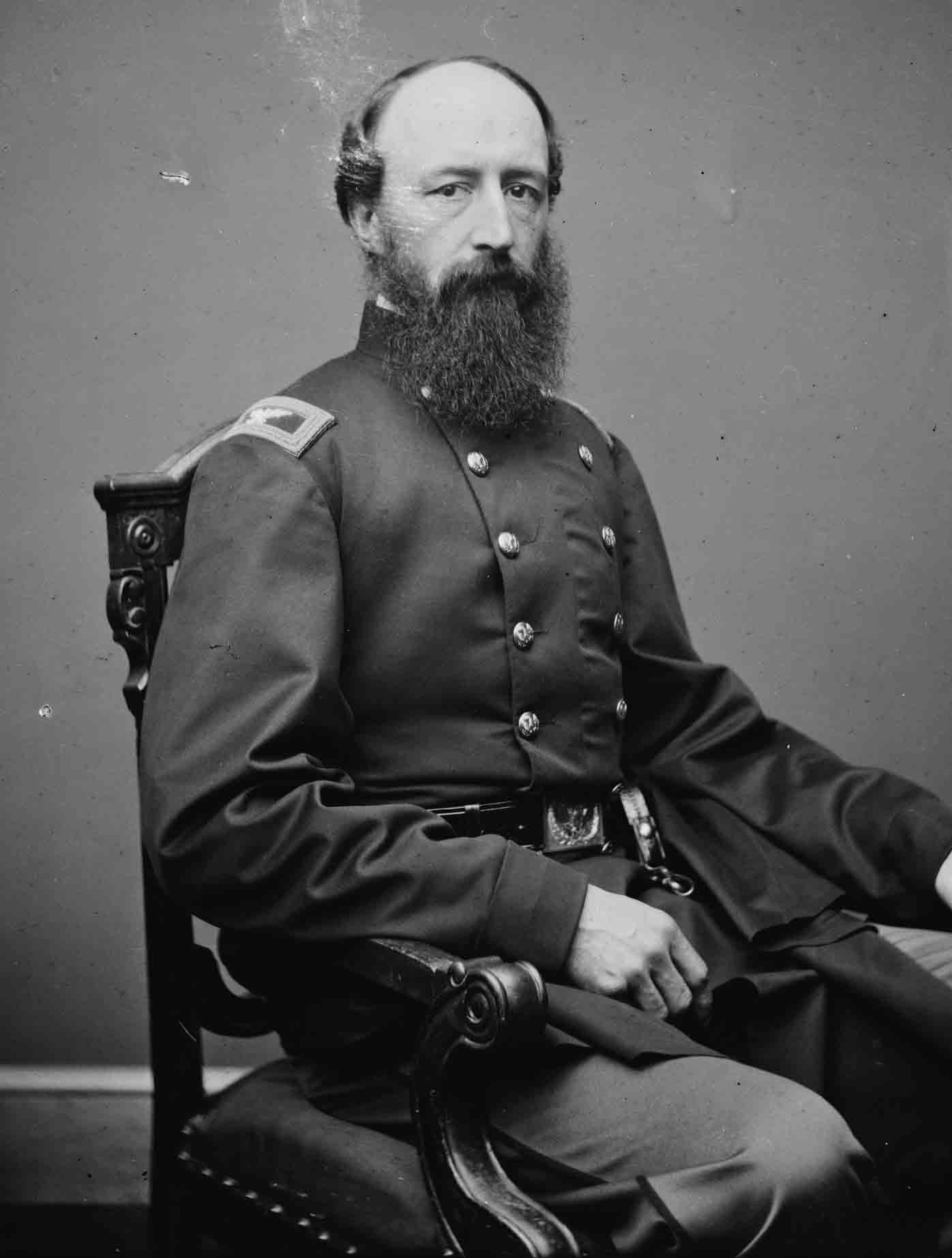
Полковник Джон Рикер

В марте 1862 года бригада Пека была включена в дивизию Дариуса Кауча, а 25 марта отправлена на Вирджинский полуостров, где участвовала в сражении при Йорктауне и сражении при Уильямсберге. Полк участвовал в наступлении на Ричмонд и сражении при Севен-Пайнс, где 6 человек было убито, 14 человек ранено, и 29 человек пропало без вести. Среди погибших был и командир полка, полковник Рикер. Его место занял подполковник Дэвид Нэвин. 20 июня Нэвин получил звание полковника, а майор Дайтон — звание подполковника.
Во время семидневной битвы полк потерял 8 человек убитыми и 35 ранеными. Ранен оказался и подполковник Дэйтон.
16 августа полк был отправлен в Северную Вирджинию и 6 сентября включён в бригаду Эльбиона Хау (VI корпус). В сражении при Энтитеме он активно задействован не был.
Осенью полк участвовал в сражении при Фредериксберге, где три человека было ранено, один из них — смертельно.